# 法布里斯·居伊
法布里斯·居伊（法語：Fabrice Guy，1968年12月30日—），法国男子北欧两项运动员。他曾代表法国参加1988年、1992年、1994年和1998年冬季奥林匹克运动会北欧两项比赛，共获得一枚金牌和一枚铜牌。